# 法国私立高等教育机构
法国私立教育机构（法語：Enseignement supérieur privé en France）体现了法国政府的基本原则之一教育自由。法律保障高等教育的自由。同时需要遵守相关的规定，比如需要向国家备案，并且需要确保校董事和教师没有犯罪。

## 治理
私立高等教育机构包括了 :
- 提供高级技师证书或者大学校预科班课程的私立高中
- 由1901法管理的非营利组织设立的院校（例如：ESSEC商学院、ISEP）或认可的公用事业基金会设立的学校（例如：EPF[4]）
- 商业公司开设的机构，例如：PSB巴黎学校的业务
- 工商会开设的学校，属于公立机构，因为它们受经济部、财政和公业部管理，包括27所[5]商校（HEC等）和7所[6]工程师学校

## 颁发的文凭
私立的高等教育机构可以办法如下几类文凭：
- 被国家承认的文凭
  - 高级技师证书
  - 工程师文凭
  - 国家认证文凭
  - 研究生学位
- 商业学校学位
- 工程师文凭
- 职业资格证书
- 大学校会议建立的专业硕士文凭
- 本科文凭
- 学校自己的文凭

## 天主教大学
法国有7所私立的天主教大学：
- 里尔天主教大学
- 巴黎天主教大学
- 图卢兹天主教大学
- 旺代天主教大学
- 西部天主教大学
- 雷恩天主教大学
- 里昂主教大学
- Domuni 大学
- 圣庇护十世大学学院，唯一一所由天主教会设立的高等教育机构

## 与国家的关系

### 名称和认可
随着1880年的高等教育自由法的颁布，私立机构被禁止使用「大学」作为他们的名称。现在的教育法L731-14条依然禁止使用。
那些教师中拥有博士学位较多的学校可以使用「自由学院」作为名称。
「工程师学校」只限于被工程师学位委员会认可办法工程师文凭的学校使用。如果所有人都可以使用「工程师」这个称号，那么就无法区分他是否拥有被认可的机构所颁发的工程师文凭。从1934年开始，窃取工程师称号的人可面品一年的有期徒刑和一万五千欧元的罚款。
私立高等教育机构的文凭可以被国家「承认」或着「认可」。
从2013年的高等教育研究法颁布后，任务是为公众提供高等教育的私立的非营利高等教育机构可以在通过委员会审查后被认证为有公众利益私立高等教育机构 · 。

### 补助
法国高等教育部每年的预算中都有对私立高等教育的补助。2014年9月开学，与国家签订合同的私立高等教育机构接待了81480名学生，占了全部高等教育注册学生人数的3%。国家的补助则站私立学校预算的7%。2004年，国家的补助总额为三千九百万欧元，到2014年则为六千四百万。这些资金一部分被用作教师的培训（一千万欧元），另一部分被用于私立学校和政府部门的合同制手续（六千九百万欧元）。